# 3%
3% is een Braziliaanse televisieserie ontwikkeld door Pedro Aguilera, waarin onder meer João Miguel en Bianca Comparato een rol spelen. De serie is ontwikkeld vanuit een opzichzelfstaande pilotaflevering uit 2009, en is de eerste Portugeestalige Netflix original serie en de tweede niet Engelstalige productie, na de Spaanse serie Club de Cuervos.
De serie speelt zich af in de toekomst in een niet nader bepaald jaar. In deze toekomst hebben alle 20-jarige individuen uit het armzalige "Binnenland" eenmaal de kans om "Het proces" af te leggen en te voltooien om zich zo bij de samenleving van het weelderige "Maralto" te kunnen voegen. Bij het proces worden de meeste van de onsuccesvolle kandidaten simpelweg geëlimineerd, andere sterven, wat uiteindelijk zal leiden tot 3% van de kandidaten die het proces doorstaan.
Het eerste seizoen bestaat uit 8 afleveringen, die 25 november 2016 wereldwijd beschikbaar kwamen op Netflix. In december 2016 maakte Netflix bekend dat de serie vervolgd zal worden met een tweede seizoen, dat zal bestaan uit 10 afleveringen. Dit seizoen werd gelanceerd op 27 april 2018. Op 4 juni 2018 werd bekend dat er ook een derde seizoen zou komen, dat te bekijken is sinds 7 juni 2019.

## Rolverdeling

### Hoofdpersonages
- João Miguel als Ezequiel, Het hoofd van het proces. Hij is intens, mysterieus, heeft een kort lontje, en in strijd met twee extreme idealen. (seizoen 1 t/m 2)
- Bianca Comparato als Michele Santana, een slimme en doortrapte jonge vrouw, ze heeft een streng gevoel voor gerechtigheid. Ze heeft geen familie en is opgevoed door haar oudere broer, die niet terugkeerde na deelname aan het proces.
- Michel Gomes als Fernando Carvalho, grootgebracht en verzorgd door zijn vader met het doel om het proces te voltooien, Fernando wordt geminacht door een aantal medekandidaten die er niet in geloven dat hij het proces succesvol kan afleggen. (seizoen 1 t/m 2)
- Rodolfo Valente als Rafael Moreira, egocentrisch, zelfzuchtig, sarcastisch en geneigd om alles te doen om maar te slagen voor het proces, zelfs valsspelen. Hij verschuilt zijn geheimen en gelooft dat het doel de middelen heiligt. (seizoen 1 t/m heden)
- Vaneza Oliveira als Joana Coelho, een wees, die op haar eentje leeft, aan de rand van beschaving, op de straten van het binnenland. Ze is intelligent en capabel, ze maakt maar met weinig andere kandidaten contact, en vertoont maar weinig interesse in het proces. (seizoen 1 t/m heden)
- Rafael Lozano als Marco Álvares, afkomstig van een familie die bekend staat om het proces altijd met succes af te leggen, zij verwachten hem in Maralto. (seizoen 1 t/m 2)
- Viviane Porto als Aline, een jong en ambitieus lid van de raad, met de missie om Ezequel te vervangen als hoofd van het proces. (seizoen 1 t/m 2)
- Samuel de Assis als Silas, een dokter uit het binnenland, ook een lid van a causa (seizoen 2)
- Cynthia Senek als Gloria, een goede vriendin van Fernando uit zijn jeugd. (seizoen 2)
- Laila Garin als Marcela Álvares, het nieuwe hoofd van beveiliging, en later van het proces. (seizoen 2)
- Bruno Fagundes als André Santana, Michele's broer, de eerste bewoner uit Maralto die een moord beging. (seizoen 2)
- Thais Lago als Elisa, een dokter uit Maralto, en Rafaels vriendin. (seizoen 2)

### Terugkerende personages
- Mel Fronckowiak als Júlia, Ezequiels vrouw en werknemer van het proces, die depressief raakt en twijfelt of ze wel het juiste heeft gedaan. (seizoen 1 t/m 2)
- Sérgio Mamberti als Matheus, een lid van de raad. (seizoen 1)
- Zezé Motta als Nair, een lid van de raad die als goede vriend van Ezequiel optreedt.
- Celso Frateschi als de Oude Man, de stichter van a causa.
- Luciana Paes als Cássia, hoofd van de beveiliging van het proces.
- Luana Tanaka als Ágata, een kandidaat in Michele's groep. (seizoen 1)
- Rita Batata als Denise (seizoen 1)
- Leonardo Garcez als Daniel (seizoen 1 t/m 2)
- Clarissa Kiste als Luciana (seizoen 1)
- Júlio Silvério als Otávio (seizoen 1)
- Thiago Amaral als Álvaro (seizoen 1 t/m 2)
- César Gouvêa als César (seizoen 1)
- Geraldo Rodrigues als Geraldo (seizoen 1)
- Ediana Souza als Camila (seizoen 1 t/m 2)
- Fernanda Vasconcellos als Laís (seizoen 2)
- Maria Flor als Samira (seizoen 2)
- Silvio Guindane als Vítor (seizoen 2)
- Marina Matheus als Ariel (seizoen 2)
- Amanda Magalhães als Natália (seizoen 2)